# Per Villum Hansen
Per Villum Hansen (født 9. august 1945 i Vedbæk, død 18. februar 2025) var en dansk civiløkonom, der var administrerende direktør for forsikringsselskabet Hafnia.
Per Villum Hansen havde en HA-uddannelse fra Handelshøjskolen i København fra 1968 og blev cand.merc. samme sted i 1970.
Han blev kendt som administrerende direktør for Hafnia fra 1979, hvor han op gennem 1980'erne stod i spidsen for en ekspansiv strategi, hvor Hafnia søgte at udvikle sig fra at være et forsikringsselskab til en finansiel koncern, som også indbefattede bankvirksomhed. Han forsøgte at opkøbe konkurrenten Baltica gennem store aktieopkøb, men planerne gik galt, og Per Villum Hansen blev i 1992 fyret fra Hafnia. Sagen medførte, at han ikke var velset i dansk erhvervsliv.
Efterfølgende blev han konsulent i udlandet, hvor han rådgav om projektfinansiering, blandt andet af vindmøller.